# Heath Shuler
Joseph Heath Shuler, född 31 december 1971 i Bryson City, North Carolina, är en amerikansk demokratisk politiker. Han representerade delstaten North Carolinas elfte distrikt i USA:s representanthus 2007–2013. Han spelade amerikansk fotboll för Washington Redskins 1994–1996 och för New Orleans Saints 1997.
Shuler gick i skola i Swain County High School i Swain County. Under skoltiden blev han ryktbar som quarterback och fick utmärkelsen North Carolina High School Player of the Year. Han fick sedan ett idrottsstipendium till University of Tennessee. Efter NFL-karriären återvände han till universitetet och avlade 2001 kandidatexamen i psykologi. Han var sedan verksam inom fastighetsbranschen.
Shuler besegrade sittande kongressledamoten Charles H. Taylor i mellanårsvalet i USA 2006 med 54% mot 46% för Taylor.
Shuler och hustrun Nikol har två barn: Navy och Island.